# Zagubiony w labiryncie śmiechu
Zagubiony w labiryncie śmiechu – zbiór czternastu opowiadań Johna Bartha z 1968 roku.
Opowiadania łączą się przez pewne słowa-klucze, swoiste spojrzenie na świat i literaturę, jednak pozostają indywidualnymi tworami. Autor odwołuje się zarówno do klasyki literatury (Menelajada) jak i do samej teorii literatury ("Autobiografia", tytułowe: "Zagubiony w labiryncie śmiechu"). Zmienia się również narrator poszczególnych opowiadań, raz jest to trzecioosobowy obserwator dobrze znający bohatera, niemal z nim tożsamy ("List wyłowiony z morza"), raz pierwszoosobowy, mówiący o sobie samym (niezwykły w "Autobiografii"), albo właściwie nieistniejący, zbędny w opowiadaniu opartym na koncepcie pozajęzykowym (Opowieść ramowa).